# Ассоциация мусульманских студентов
Ассоциация мусульманских студентов (индон. Himpunan Mahasiswa Islam, HMI) — индонезийская студенческая организация, крупнейшее объединение мусульманской учащейся молодёжи. Создана в 1947 году. Занимает правые политические позиции. Участвовала в войне за независимость конца 1940-х, антикоммунистической кампании 1965—1966, свержении президента Сукарно в 1966—1967. Традиционно связана с правомусульманскими политическими организациями,

## Создание
Организация мусульманского студенчества Индонезии была учреждена в Джокьякарте 5 февраля 1947 года. Инициативная группа состояла из студентов Высшей исламской школы (ныне — Исламский университет Индонезии). Главным инициатором был студент юридического факультета Лафран Пане, впоследствии известный индонезийский юрист, философ и политолог. День учреждения Ассоциации мусульманских студентов (HMI) совпал с 25-летием Пане.
Программной целью HMI объявлялось
- укрепление Индонезийского республиканского государства и благосостояние индонезийского народа
- распространение и развитие исламского учения
- защита интересов студенческой молодёжи

Лафран Пане был сторонником независимой демократической Индонезии, считал ислам религией равенства и справедливости. Эти взгляды отражались в программе HMI.Кроме того, ставилась задача консолидировать образованную молодёжь как авангард мусульманских масс Индонезии. Это рассматривалось как необходимость в условиях антиколониальной борьбы и противостояния христианским, особенно католическим, и марксистским политическим силам. Второй конфликт считался более актуальным, поскольку в университетских центрах доминировала влиятельная Социалистическая партия, союзная коммунистам. Кроме того, студенческий союз Джокьякарты находился под голландским влиянием.

## Идеология
Внутренние разногласия отступили на второй план в условиях войны за независимость. Активисты HMI сыграли видную роль в вооружённой борьбе с голландцами. Организация приобрела репутацию патриотической силы. HMI быстро превратилась в самую популярную и многочисленную из исламских студенческих организаций. Идеология социально активного ислама HMI успешно конкурировала с светским национализмом Сукарно, коммунизмом, социализмом и даже Панча Сила.
HMI придерживалась правой жёстко антикоммунистической идеологии. В 1948 году студенты-добровольцы во главе с заместителем председателя HMI Ахмадом Тиртосудиро участвовали в подавлении Мадиунского мятежа, поднятого Компартией Индонезии (КПИ). После этого отношения HMI с КПИ стали непримиримо враждебны. Ячейки HMI находились в жёсткой конфронтации со студенческой организацией КПИ.
На встрече с мусульманскими студентами 20 июля 2017 главнокомандующий Национальной армией Индонезии Гатот Нурмантьо сообщил, что руководство КПИ планировало роспуск HMI и принудительное растворение в коммунистическом студенческом союзе. Этому требованию сопротивлялись генералы Ахмад Яни и Абдул Харис Насутион. Однако глава КПИ Дипа Айдит настаивал на ликвидации HMI ещё 29 сентября 1965 года.
Мусульманские студенческие активисты находилась в оппозиции левому правлению Сукарно. Ассоциация была тесно связана с Нахдатул Улама. Политическое руководство HMI осуществлял Субхан ЗЭ, в Ассоциации состояли такие яростные антикоммунисты, как Бурхануддин ЗР.
С 1961 по 1968 председателем HMI был студент джакартского Государственного исламского университета Сярифа Хидаятуллы Нурчолиш Маджид (Чак Нур). Он стал основным автором работы Nilai Dasar Perjuangan — Основные ценности борьбы. Этот текст являлся своего рода «идеологическим справочником» HMI (типа коммунистического «Блокнота агитатора», но с исламским антикоммунистическим содержанием). Под руководством Чак Нура Ассоциация мусульманских студентов стала одним из авангардных отрядов правых сил Индонезии. Активисты HMI отличались идеологической убеждённостью, доходившей до фанатизма, высокой организованностью, дисциплиной и физической подготовкой.

## В событиях 1965—1966 годов
30 сентября 1965 года прокоммунистическая военная группировка Унтунга совершила попытку государственного переворота. Путч был подавлен войсками под командованием Сухарто и Сарво Эдди. Началась мощная антикоммунистическая кампания, сопровождавшаяся массовыми убийствами членов и сторонников КПИ. HMI немедленно откликнулась на антикоммунистический призыв Субхана ЗЭ.
Руководители HMI участвовали в совещании 4 октября, на котором был учреждён антикоммунистический координационный центр мусульманских организаций. Члены HMI, вместе с католическими студентами KASBUL, участвовали в разгроме штаб-квартиры КПИ в Джакарте 8 октября 1965. Субхан ЗЭ был одним из руководителей антикоммунистической кампании 1965—1966. Многие члены HMI — в том числе председатель Ассоциации Суластомо, Акбар Танджунг, Сярифуддин Харахап, Бурхануддин ЗР — организовывали антикоммунистические акции, участвовали в столкновениях и убийствах.
Представители HMI сыграли важную роль в создании Союза действий студентов Индонезии (КАМИ). Среди лидеров КАМИ были Акбар Танджунг и Абдул Гафур. HMI полностью и активно поддержала выдвинутые КАМИ Три народных требования — роспуск и запрет КПИ, чистку правительства и госаппарата от сторонников компартии, коммунистов снижение цен. Членом HMI был активист КАМИ Ариф Рахман Хаким, погибший 24 февраля 1966 в столкновении с охраной президента Сукарно. Некоторые исследователи считают, что роль HMI в разгроме КПИ и свержении Сукарно являлась одной из ключевых.

## При «новом порядке»
После установления «нового порядка» Субхан ЗЭ быстро перешёл в оппозицию и даже призывал к джихаду против президента Сухарто. Однако в целом HMI лояльно относилась к режиму. Сложная ситуация возникла в 1985 году, когда власти потребовали от всех организаций Индонезии принять за основу светскую в общем идеологию Панча Сила. В HMI произошёл раскол, отделилась радикально-исламистское крыло. Однако HMI приняла требование властей и продолжала действовать легально. Ассоциация являлась одним из кадровых резервов режима.
С 1999 года, после отставки Сухарто, HMI вновь провозгласила ислам своей мировоззренческой основой.

## Организационная структура
Ячейки HMI действуют практически во всех высших учебных заведениях Индонезии. Территориальные организации создаются в районах, городах и провинциях. Высшей инстанцией общенационального уровня является Генеральный совет.
Важную роль в системе HMI играют автономные исламские институты — исламского образования, экономики, технологий, права, культуры, сельского хозяйства, охраны природы.
Вся деятельность HMI осуществляется на основе принципов, изложенных в «Основных ценностях борьбы». Каждый съезд HMI принимает рабочую программу на ближайший год.

## Современное состояние
HMI позиционируется как организация исламской студенческой молодёжи. Заявлена цель: воспитание достойного образованного студента, ответственного и справедливого, вдохновлённого Аллахом.
Многие видные политические, общественные, культурные деятели современной Индонезии являются выпускниками HMI. Акбар Танджунг был председателем индонезийского парламента, Абдул Гафур — министром по делам молодёжи и спорта, Юсуф Калла с 2014 второй раз стал вице-президентом Индонезии. Философ и богослов Нурчолиш Маджид был известен как один из крупнейших исламских мыслителей, идеолог своеобразной «плюралистической реформации», видный политик правомусульманского лагеря.
С 2015 года председателем HMI является социолог и экономист Муляди Тамсир, выпускник частных университетов Капуас (Синтанг) и Трисакати (Джакарта). Он считается носителем консервативной и антикоммунистической традиции исламского студенчества. В декабре 2016 Муляди Тамсир осудил левые демонстрации в Джакарте и провёл расследование, каким образом на «антрелигиозной акции» появилась символика HMI (выяснилось, что её носитель не состоит в Ассоциации). Муляди Тамсир выступает за активную «исламскую оборону» Подчёркивает связи с Нахдатул Улама, критикует президента Джокови за «разобщение мусульман».
Отношения HMI с левоцентристским правительством Джокови носят конфликтный характер. В январе 2017 Муляди Тамсир был вызван в полицию для допроса о состоянии финансовой отчётности HMI. От явки он отказался, считая вызов неправомерным.